# Китайский ремез
Китайский ремез (лат. Remiz consobrinus) — вид птиц из семейства ремезовых. Подвидов не выделяют.

## Распространение
Обитают в Китае, Японии, КНДР, Южной Корее и России (на Дальнем Востоке). На территории северо-восточного Китая и России размножаются. Мигрируют, зимуя, в основном, на берегах Янцзы и в западной части Юньнани.

## Описание

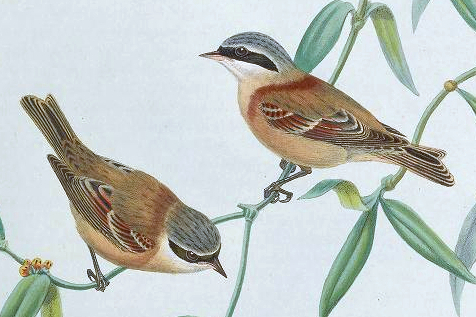
Иллюстрация из книги Гоулда и Рихтера "Птицы Азии"

Длина тела 9—12 см, масса 7,5—11,9 г. Клюв довольно длинный, в форме узкого конуса. Самец в чёрной «маске». Затылок и боковые части шеи серые. Спина каштановая. Хвост черноватый, все перья широко окаймленные, охристые; подбородок, горло и грудь светло-охристые, контрастирующие с белым цветом подмышечной области и с каштановыми пятнами на рыжевато-коричневом фоне сбоку груди, которые переходят в ржавый цвет верхней мантии (образуя воротник); оставшиеся нижние части тела охристые. Радужная оболочка тёмно-коричневая; клюв тёмно-серый, основание более светлое; ноги тёмно-серые.
Самка окрашена в гораздо более тусклые тона, нежели самец.

## Биология

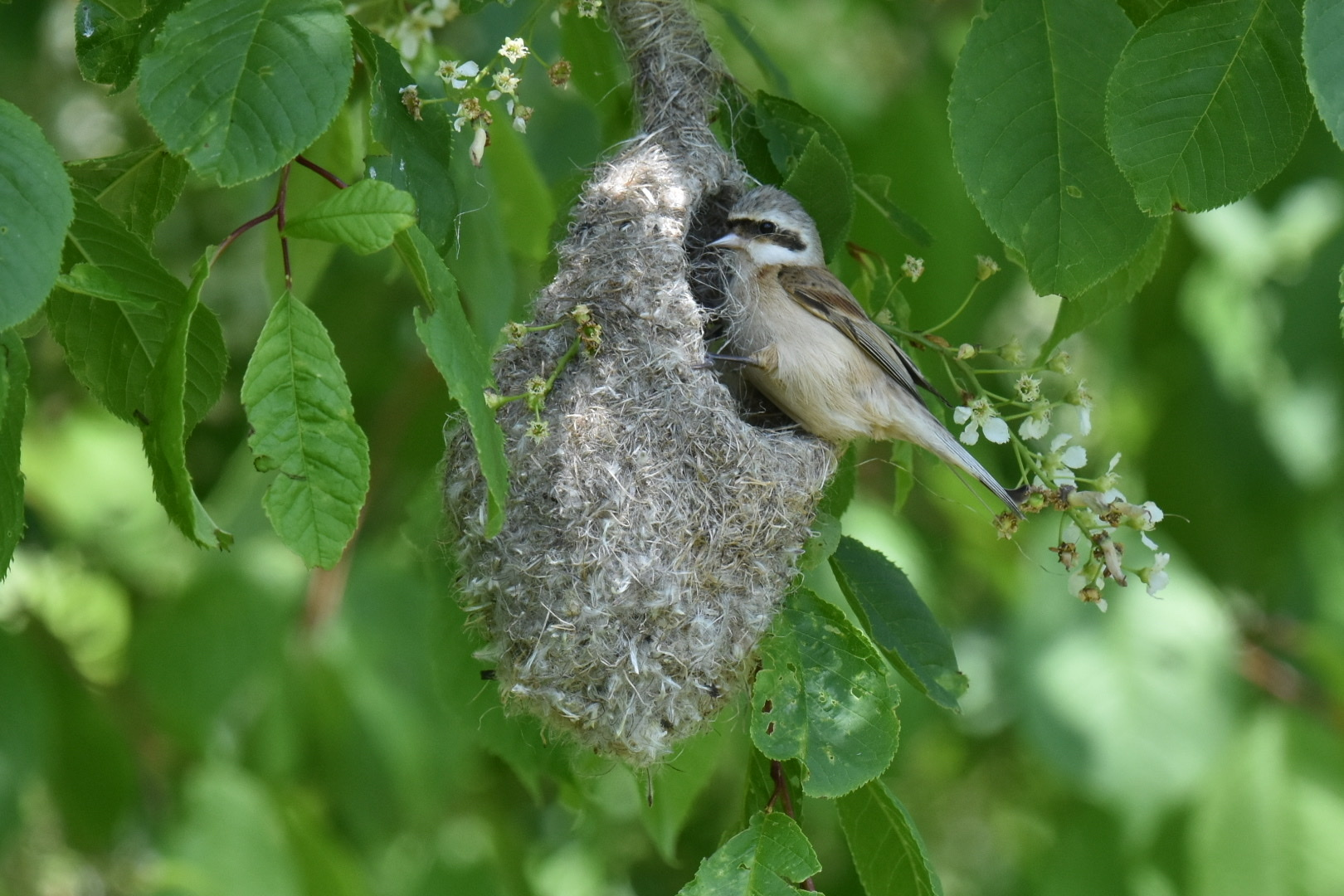
Китайский ремез у гнезда

В рацион входят мелкие беспозвоночные, в основном мелкие насекомые и их личинки, а также мелкие пауки (Araneae); в зимние месяцы потребляется большое количество семян.
Гнездо обычно представляет собой овальный мешочек с входной трубкой в верхней части, сделанный из мягких растительных волокон и ивового и тополиного пуха, подвешенный на вершинах тростника или в кустах. Иногда гнезда могут располагаться  на высоте до 4 м над землей на тополе в нескольких сотнях метров от воды на опушке.
В кладке 5—10 яиц.